# Achtang
Der Achtang (russisch Ахтанг) ist ein 1956 m hoher Schildvulkan im Sredinny-Höhenrücken auf der russischen Halbinsel Kamtschatka, südöstlich des Vulkans Itschinski.
Der Vulkan ist in historischer Zeit nicht ausgebrochen, wahrscheinlich zuletzt vor Beginn des Holozäns.